# 星阿南鱼
星阿南鱼（学名：Anampses twisti）为隆头鱼科阿南鱼属的鱼类，俗名双斑阿南鱼。分布于印度洋非洲东岸至太平洋琉球群岛、台湾岛以及南海诸岛等。该物种的模式产地在安汶岛。